# Alan Clark
Alan Clark (n. 5 martie 1952, Great Lumley⁠(d), County Durham⁠(d), Anglia, Regatul Unit) este un muzician și chitarist britanic. A fost claviaturist al trupei britanice de muzică rock, Dire Straits.
1. ↑  „Alan Clark”, Gemeinsame Normdatei, accesat în 3 mai 2014
2. ↑  „Alan Clark”, Freebase Data Dumps[*] Verificați valoarea |titlelink= (ajutor)
3. ↑  CONOR.SI[*] Verificați valoarea |titlelink= (ajutor)